# Pusanská univerzita
Pusanská univerzita (korejsky 부산대학교 – Pusan Tähakkjo, dříve Pusanská národní univerzita – 국립 부산 대학교 – Gungnip Pusan Tähakkjo) je jedna z nejvýznamnějších univerzit v Jižní Koreji. Byla založena v květnu 1946 v Pusanu, druhém největším městě Jižní Koreje. V roce 2008 na ní studovalo necelých 20 tisíc studentů bakalářského studia, necelých šest tisíc studentů magisterského studia a přes tisíc studentů doktorského studia.
Univerzita má čtyři kampusy: Jangjeon, Ami, Miryang a Yangsan. Nacházejí se v Pusanu a v provincii Jižní Kjongsang.
Pusanská národní univerzita je známá zejména svými technickými obory, včetně strojního inženýrství.